# Rhaphuma placida
Rhaphuma placida är en skalbaggsart som beskrevs av Francis Polkinghorne Pascoe 1858. Rhaphuma placida ingår i släktet Rhaphuma och familjen långhorningar.
Artens utbredningsområde är:
- Laos.
- Myanmar.
- Sulawesi.

Inga underarter finns listade i Catalogue of Life.